# Hình học Riemann
Hình học Riemann là một nhánh của hình học vi phân nghiên cứu các đa tạp Riemann, đa tạp trơn với metric Riemann hay với một tích trong (inner product) trên không gian tiếp tuyến tại mỗi điểm mà các điểm này thay đổi trơn từ điểm này sang điểm khác. Điều này cho các kết quả đặc biệt như khái niệm cục bộ về góc, độ dài cung, diện tích mặt, và thể tích. Từ các khái niệm này một vài đại lượng toàn cục được dẫn ra bằng cách tích phân các thành phần cục bộ.
Hình học Riemann bắt nguồn từ tầm nhìn của Bernhard Riemann trong luận án của ông Über die Hypothesen, welche der Geometrie zu Grunde liegen (tiếng Việt: Về các giả thuyết trong đó hình học là cơ sở). Nó là một sự tổng quát trừu tượng và rộng lớn của hình học vi phân các mặt cong trong R3. Quá trình phát triển hình học Riemann đã tổng hợp rất nhiều kết quả khác nhau trong hình học của các mặt và mối quan hệ của các đường trắc địa trên các mặt, các kĩ thuật của nó được ứng dụng để nghiên cứu các đa tạp khả vi trong không gian nhiều chiều. Hình học Riemann cũng được áp dụng trong thuyết tương đối tổng quát của Albert Einstein, có tác động tích cực đến lý thuyết nhóm và lý thuyết biểu diễn, cũng như là giải tích toàn cục, và là động lực để phát triển tô pô đại số và tô pô vi phân.